# Pedro García Naranjo
Pedro Manuel García Naranjo (Lima, 29 de abril de 1838-ib., 10 de septiembre de 1917) fue un sacerdote peruano que llegó a ser el 26.º arzobispo de Lima, de 1908 a 1917. Como educador dedicó especial énfasis a la mejora de la formación sacerdotal impartida en el Seminario de Lima. Bajo su episcopado fue fundada la Universidad Católica del Perú (1917).

## Biografía

### Formación
Pedro Manuel nació el 29 de abril de 1838, en Lima, capital del Perú. Fue hijo de Manuel García y Manuela Naranjo, y pertenecía a una distinguida familia limeña.
Estudió en el Seminario Conciliar de Santo Toribio de Lima, donde luego ejerció la docencia. Durante treinta años dictó las cátedras de Latinidad, Física, Astronomía, Derecho Canónico, Teología Dogmática y Teología Moral.
El 15 de julio de 1868 se graduó de doctor en Teología en la Universidad Nacional Mayor de San Marcos, donde pasó a ejercer como catedrático de Teología Dogmática. También fue decano, de 1883 a 1900.

### Sacerdocio

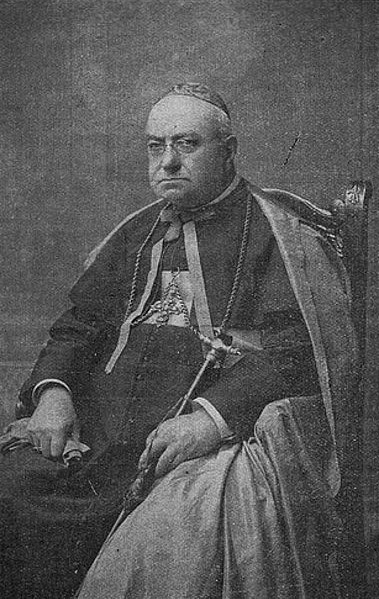
Fotografía del arzobispo Pedro García Naranjo.

Fue ordenado sacerdote el 21 de diciembre de 1867, por el arzobispo de Lima José Sebastián de Goyeneche y Barreda.
En 1883 fue nombrado rector del seminario de Santo Toribio, cuyas rentas administró y acrecentó, cancelando sus deudas. Permaneció en dicho cargo hasta 1899. Simultáneamente continuó ejerciendo la docencia en la Universidad de San Marcos. Fue también visitador apostólico del monasterio de la Trinidad y examinador sinodal del arzobispado. En 1891 fue incorporado al Cabildo Metropolitano de la Catedral de Lima como canónigo; y en 1894 fue promovido a tesorero.

## Episcopado
El 11 de septiembre de 1907, el presidente del Perú, José Pardo y Barreda, lo propuso para el arzobispado de Lima, vacante por el fallecimiento de monseñor Manuel Tovar y Chamorro. El papa Pío X lo preconizó el 16 de diciembre del mismo año. El 14 de enero de 1908 fue consagrado por el delegado apostólico Ángel María Dolci, arzobispo titular de Nacianzo.

### Labor episcopal
El seminario y el servicio parroquial merecieron preferentemente su atención y sus cuidados. Para suplir la escasez del clero secular, admitió en la arquidiócesis a los canónigos regulares de la Inmaculada y a los Hijos del Corazón de María. Construyó la iglesia de la Victoria y reconstruyó la de Bellavista. Dotó de maquinaria moderna al diario católico. Los monasterios también fueron favorecidos durante su episcopado. Presidió un concilio provincial en 1912 y asistió a cuatro asambleas episcopales celebradas en 1909, 1911, 1915 y 1917.

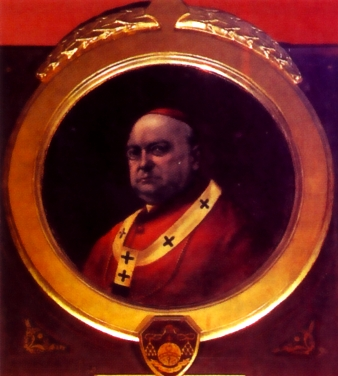
Retrato de monseñor García Naranjo que se halla en la Galería de retratos de arzobispos de la Catedral de Lima.

En 1915, bajo el segundo gobierno de José Pardo, se reformó la Constitución del Perú, proclamándose la libertad de cultos, modificándose así la situación privilegiada que hasta entonces había tenido la Iglesia Católica. Esta reforma histórica desató una ola de ataques a la Iglesia que se expresó fundamentalmente en las universidades, especialmente la Universidad de San Marcos, que era la única que ejercía la educación superior en Lima. Ello decidió a la jerarquía católica a la fundación de una universidad de carácter confesional. Así nació la Universidad Católica del Perú, fundada en 1917, y a la que la Santa Sede le otorgaría la categoría de Pontificia en 1942.

### Fallecimiento
Falleció después de nueve años de gobierno episcopal. Durante todo ese tiempo no hizo la visita pastoral a su arquidiócesis, ni la visita ad limina. Dejó su casa de Lima para el Seminario diocesano de Santo Toribio y su casa habitación de Barranco para la iglesia de la Victoria. Sus restos fueron sepultados en la cripta de la Catedral de Lima.